# Brug van Constantijn (Arles)

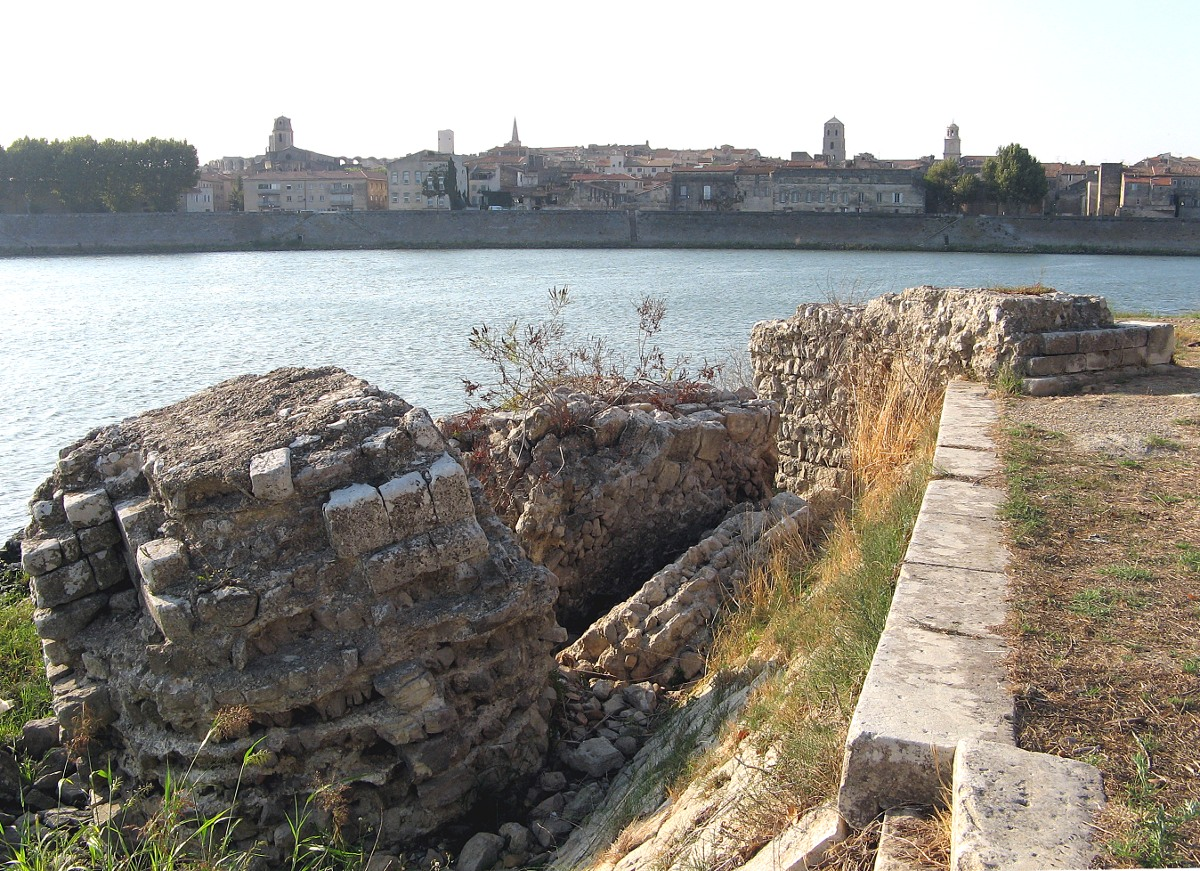
Rechter bruggenhoofd van Brug van Constantijn (Arles), na restauratie

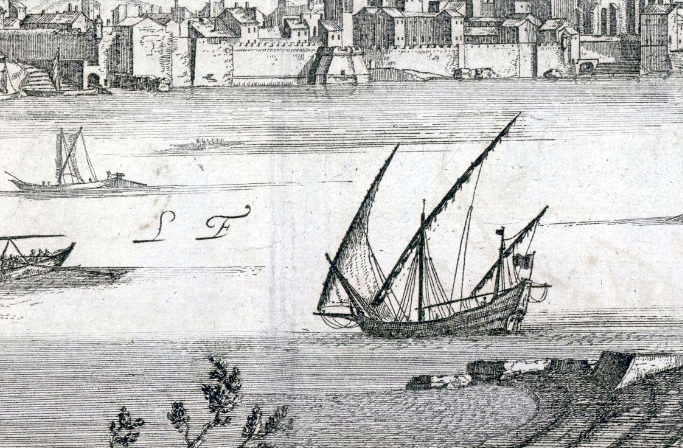
Rechter bruggenhoofd (vooraan) en linker bruggenhoofd aan de overzijde of stadszijde; prent uit de 17e eeuw

Kaart van Romeinse wegen door Arles of Arelate

De Brug van Constantijn (1e eeuw - 10e eeuw) was een Romeinse brug in Arles (Zuid-Frankrijk) bestaande uit drijvende pontons op de rivier de Rhône, tussen twee bruggenhoofden.

## Historiek
Voor de 1e eeuw werden de goederen en de reizigers via veerponten overgezet in Arles (Latijn: Arelate). In de loop van de 1e eeuw bouwden de Romeinen twee stenen bruggenhoofden, één op de rechteroever en één op de linkeroever van de Rhône, ook de grote Rhône genoemd. Tussen beide stenen constructies werden pontons aangelegd door boten aan mekaar te klinken met ijzers. Reizigers, militairen en handelaars trokken over de drijvende brug. Ook was het mogelijk voor schepen op de Rhône om aan te meren aan het ponton, zodat er overslag van goederen kon plaats vinden. Keizer Constantijn I liet de stenen bruggenhoofden opnieuw metselen; vandaar de naam Brug van Constantijn. Ook liet keizer Constantijn waarschijnlijk nieuwe ijzers vastklinken op de pontons.
In het begin van de 6e eeuw, na de Val van het West-Romeinse Rijk, vooral tijdens de jaren 507-509, werd de Brug van Constantijn beschadigd door gevechten. Visigoten, Ostrogoten en Franken vochten om Arles. In de 8e eeuw bestond de brug nog, volgens de getuigenis van een Arabische reiziger. Na de 10e eeuw verdwenen de vlotters van het ponton definitief. De Brug van Constantijn raakte in vergetelheid, mede omdat op de linkeroever (aan het oude centrum) het bruggenhoofd moest wijken voor de middeleeuwse stadswallen.
In 1920 verklaarde het ministerie van Cultuur de twee stenen bruggenhoofden tot beschermd erfgoed en monument historique van Frankrijk. In 1981 verklaarde de UNESCO de Brug van Constantijn werelderfgoed.

## Situering op het wegennet in Gallië
In de Romeinse tijd lag Arles op een knooppunt van wegen in de provincie Gallia Narbonensis. Zo was er: 
- de Via Aurelia, die was verlengd vanuit Genua tot in Arles. Legioenen die vanuit Italië naar alle delen van Gallië moesten trekken, moesten de grote Rhône oversteken. Hiertoe diende de brug van Constantijn op de eerste plaats. Er zou een tweede brug geweest zijn over de kleine Rhône, zodat de verbinding met de Camargue gemaakt was. Over deze tweede, kleinere brug is verder niets bekend.
- de Via Domitia tussen de Alpen en Narbonne; en vandaar naar Hispania of naar Burdigala of Bordeaux langs de Via Aquitania.
- de Via Agrippa die langsheen de Rhône naar Lugdunum of Lyon voer, de weg noordwaarts in Gallië.

Naast het militair belang was het tweede belang van de brug het commerciële verkeer door Arles te krijgen.

## Situering in de stad Arles
De brug van Constantijn lag ten noordoosten van de stad, buiten de Romeinse stadswallen. Deze Romeinse brug was de meest zuidelijk gelegen brug stroomafwaarts op de Rhône. 
Aan de rechteroever stond ze in de nieuw gebouwde wijk, met moderne naam Trinqetaille en met antieke naam Colonia Julia Paterna. Deze wijk was in opmars in het West-Romeinse Rijk. In het jaar 2009 werd er een archeologische opgraving uitgevoerd aan de rechteroever; vervolgens werd de ruïne geïntegreerd in de kade zodat zij er netter bijligt. 
Aan de linkeroever stond het bruggenhoofd buiten het Romeinse centrum met een weg die afboog naar de stadspoort en zo direct in het amfitheater van de stad liep. Op deze wijze kwam de massa mensen die het spektakel verliet, van het amfitheater, op een vlakte te staan buiten de stadspoort; daar namen ze de brug naar de overkant van de Rhône. In de Middeleeuwen stonden aan dit bruggenhoofd de stadswallen. Zo werd het voorplein aan de Romeinse stadspoort in de Romeinse tijd een eigen wijk binnen de stad.